# Eurranthis plummistaria
Eurranthis plummistaria ist ein Schmetterling (Nachtfalter) aus der Familie der Spanner (Geometridae). Der Name Bunter Kräutertrockenhalden-Backenkleespanner (Bergmann) fand keinen Eingang in die Literatur.

## Merkmale

### Falter
Die männlichen Falter haben eine Flügelspannweite von 35 bis 40 Millimeter, die Weibchen von 32 bis 40 Millimeter. Die Zeichnung und Färbung sind stark variabel; kaum ein Exemplar gleicht exakt einem Anderen. Die Grundfärbung variiert von weißlich bis gelblich. Auf diesem Untergrund sind meist drei Querlinien angedeutet, innere Querlinie, Mittellinie und äußere Querlinie, die jedoch sehr unregelmäßig sind und ineinander laufen können. Die Wellenlinie ist meist als Punktreihe angedeutet. Weitere kleinere Flecke sitzen in den Feldern zwischen den Querlinien. Die Hinterflügel haben meist eine gelbliche Grundfarbe, auch wenn die Vorderflügel eine weißliche Grundfarbe haben. Es sind ein oder zwei Querlinien ausgebildet sowie ein Diskalfleck. Im Saumfeld ist eine weitere Querlinie durch eine Punktreihe angedeutet. Das Männchen hat federartig ausgebreitete Fühler, die Weibchen fadenartige Fühler.

### Ei, Raupe und Puppe
Das Ei ist gerundet zylindrisch, wobei das Ende mit der Mikropyle etwas schmaler ist. Die Längsrippen sind nur in der Mitte deutlich ausgebildet, sonst nur schwach. Die Querrippen sind generell nur schwach ausgeprägt, oft mit Knötchen an den Kreuzungsstellen mit den Längsrippen.
Die schmutziggelbe Raupe ist glatt und zylindrisch. Sie hat feine dunkle quer verlaufende Punktreihen und orangerote Nebenrückenflecke. Ein Band um den Hals ist ebenso orangerot gefärbt. Die Rückenlinie ist in dunkle Rauten aufgelöst, die dünnen Nebenrückenlinien sind rötlich gefärbt. Die weißgelb Seitenstreifen sind wellig und schmal.
Die braune Puppe besitzt am Kremaster zwei divergierende Spitzen.

## Geographische Verbreitung und Lebensraum
Die Art ist in der Umrandung des westlichen Mittelmeeres verbreitet: Marokko, Algerien, Iberische Halbinsel, Südfrankreich (Départements Alpes-de-Haute-Provence, Drôme, Vaucluse und Hérault, Ardèche und Isère,) und Italien (westlicher Teil von Ligurien). Forster & Wohlfahrt (1973) erwähnen das Vorkommen in der Südschweiz. Die abgebildeten Exemplare sind jedoch aus Oraison (Dépt. Alpes-de-Haute-Provence). Das Vorkommen in der Südschweiz muss als Irrtum gewertet werden. Die Art wurde auch aus Baden-Württemberg und Thüringen vermeldet. Auch in diesen Fällen muss von einem Irrtum oder evtl. eingeschleppten Exemplaren ausgegangen werden.
Die Art lebt in der Garrigue, in lichten Wälder mit kleinen Magerrasenlichtungen, Trockenrasensäumen, felsigen Hängen und anderen Standorten, überall dort, wo die Raupennahrungspflanze wächst. Sie kommt von der Küste bis in 800 Meter Höhe über NN vor (bis 1000 Meter).

## Lebensweise
Eurranthis plummistaria bildet in Südfrankreich zwei Generationen, in Italien nur eine Generation. In Südfrankreich fliegen die Falter von März bis Juni und dann wieder von August bis September. In Südspanien fliegen sie von Februar bis April. Allerdings scheint auch in Frankreich nicht überall eine zweite Generation ausgebildet zu werden. Die Falter sind tagaktiv. Die Männchen fliegen tagsüber in unsteten Flug durch ihr Revier, die Weibchen sitzen dagegen eher in der Vegetation und fliegen nur kurze Strecken. Die Eier werden direkt an die Raupennahrungspflanze oder an Pflanzenteile in der unmittelbaren Nähe abgelegt. Die Raupen ernähren sich hauptsächlich von Backenklee (Dorycnium pentaphyllum). Sie sind nachtaktiv und verstecken sich tagsüber in den Backenklee-Pflanzen. Die Puppe überwintert.

## Systematik und Taxonomie
Die Art wurde von Charles Joseph de Villers 1789 erstmals wissenschaftlich beschrieben. Von Leraut (2009) werden zwei Unterarten anerkannt:
- Eurranthis plummistaria plummistaria, die Nominatunterart
- Eurranthis plummistaria atlanticaria Le Cerf, 1923, Nordafrika, weiß überstäubt, die männlichen Genitalien differieren gegenüber der Nominatunterart

Leraut unterscheidet zudem die folgenden Formen:
- alle vier Flügel sind weitestgehend verdunkelt: f. auritaria Hübner, 1813
- Vorderflügel schwarz bis zur inneren Querlinie und dann wieder von der äußeren Querlinie bis zur Wellenlinie: f. confluens Oberthür, 1878
- die schwarzen Anteile sind stark reduziert: f. albicans Oberthür, 1878
- Vorderflügel weiß, nur die Flügeläderung und die äußeren Ränder sind gelb: f. albosignata Neuburger, 1907.